# Antonio Gómez
Antonio Ramón Gómez – piłkarz paragwajski, napastnik.
Początkowo Gómez grał w klubie Atlántida SC, skąd później przeszedł do klubu Club Libertad. Będąc piłkarzem klubu Libertad Gómez dwa razy z rzędu został królem strzelców ligi paragwajeskiej - w 1951 roku zdobył 19 bramek, a w 1952 roku 16 bramek.
Jako piłkarz klubu Libertad wziął udział w turnieju Copa América 1953, gdzie Paragwaj zdobył tytuł mistrza Ameryki Południowej. Gómez zagrał we wszystkich siedmiu meczach - z Chile, Ekwadorem, Peru, Urugwajem (wszedł za niego Atilio López), Boliwią, Brazylią (zastąpił go na boisku Inocencio González) i w decydującym o mistrzostwie barażu z Brazylią (wszedł za niego Inocencio González).
Wziął także udział w turnieju Copa América 1956, gdzie Paragwaj zajął przedostatnie, piąte miejsce. Gómez zagrał we wszystkich pięciu meczach - z Urugwajem (zdobył bramkę), Brazylią, Argentyną, Peru i Chile.